# أفعى قزمة بخطوط رفيعة
قزمة بخطوط رفيعة (بالإنجليزية: Narrow-striped Dwarf Snake)‏ (الاسم العلمي: Eirenis decemlineatus) هي أفعى غير سامة، تعيش في مناطق غرب آسيا و‌الشرق الأوسط.

## الوصف
يتراوح طول الأفاعي البالغة منها ما بين 45-90 سم. الجسم بلون بني من الأعلى، إما مع اثنين من الخطوط الداكنة الرفيعة تمتد على طول الجسم والذيل، أو بلون يميل إلى الرمادي وبدون أي خطوط ظهرية، الجزء الأسفل بلون أبيض نوعا ما. قد يعيش كلا الشكلين منها في نفس الموطن.

## الإنتشار
ينتشر هذا النوع في تركيا و‌سوريا و‌لبنان و‌فلسطين و‌الأردن ويمتد إلى العراق و‌إيران. عُثِر على هذا النوع في المناطق الصخرية قليلة النباتات من غابات الصنوبر والبلوط. يمكن العثور عليها أيضًا في البساتين والحدائق الريفية.

## التغذية
يتغذى بشكل رئيسي على الحشرات الكبيرة والعقارب والعناكب وأم أربعة وأربعين.

## التكاثر
تتكاثر هذه الأفعى بالبيض (بيوضية).